# Doxocopa laurentia
Doxocopa laurentia är en fjärilsart som beskrevs av William Chapman Hewitson 1869. Doxocopa laurentia ingår i släktet Doxocopa och familjen praktfjärilar. Inga underarter finns listade i Catalogue of Life.

## Bildgalleri

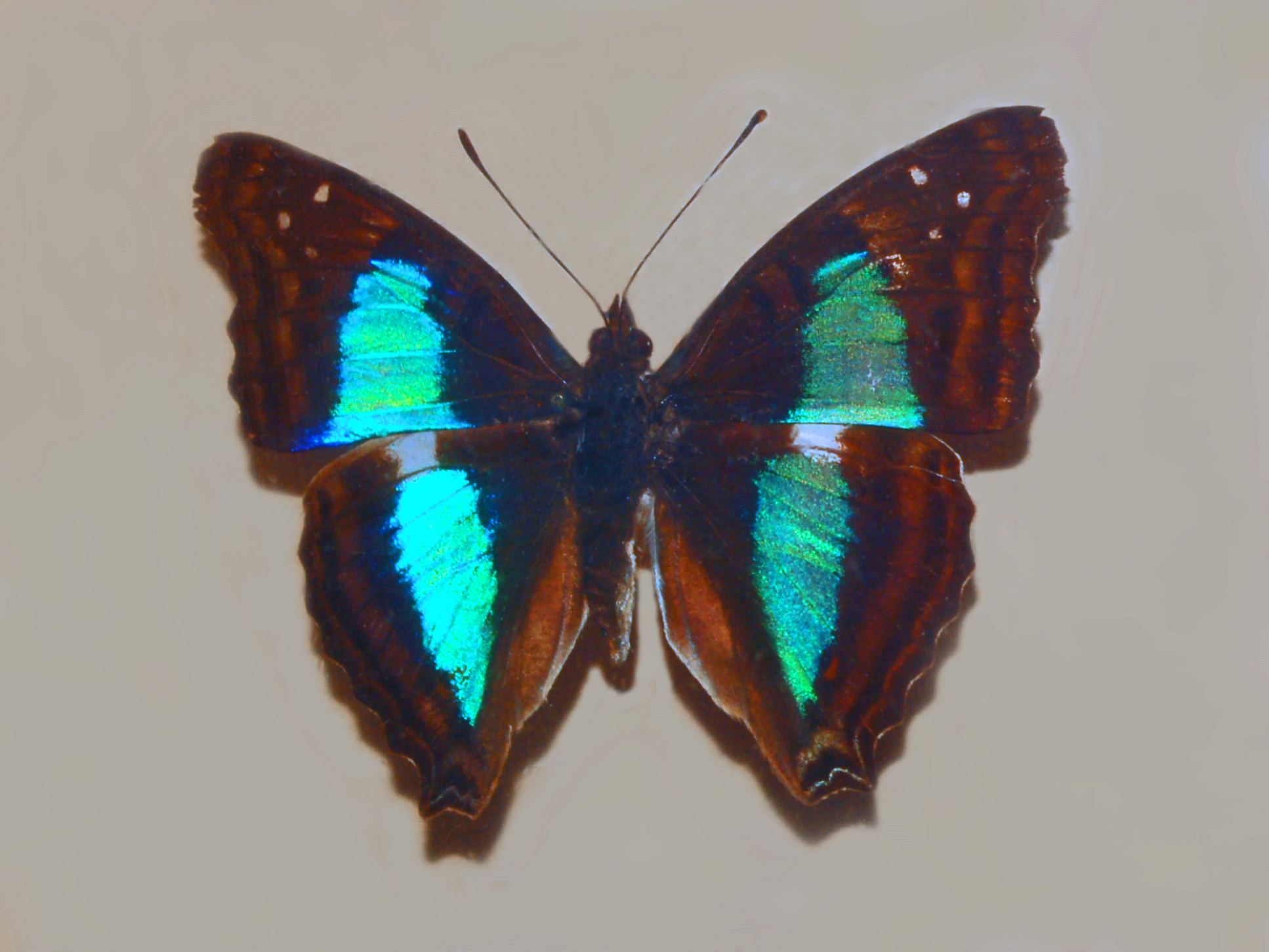
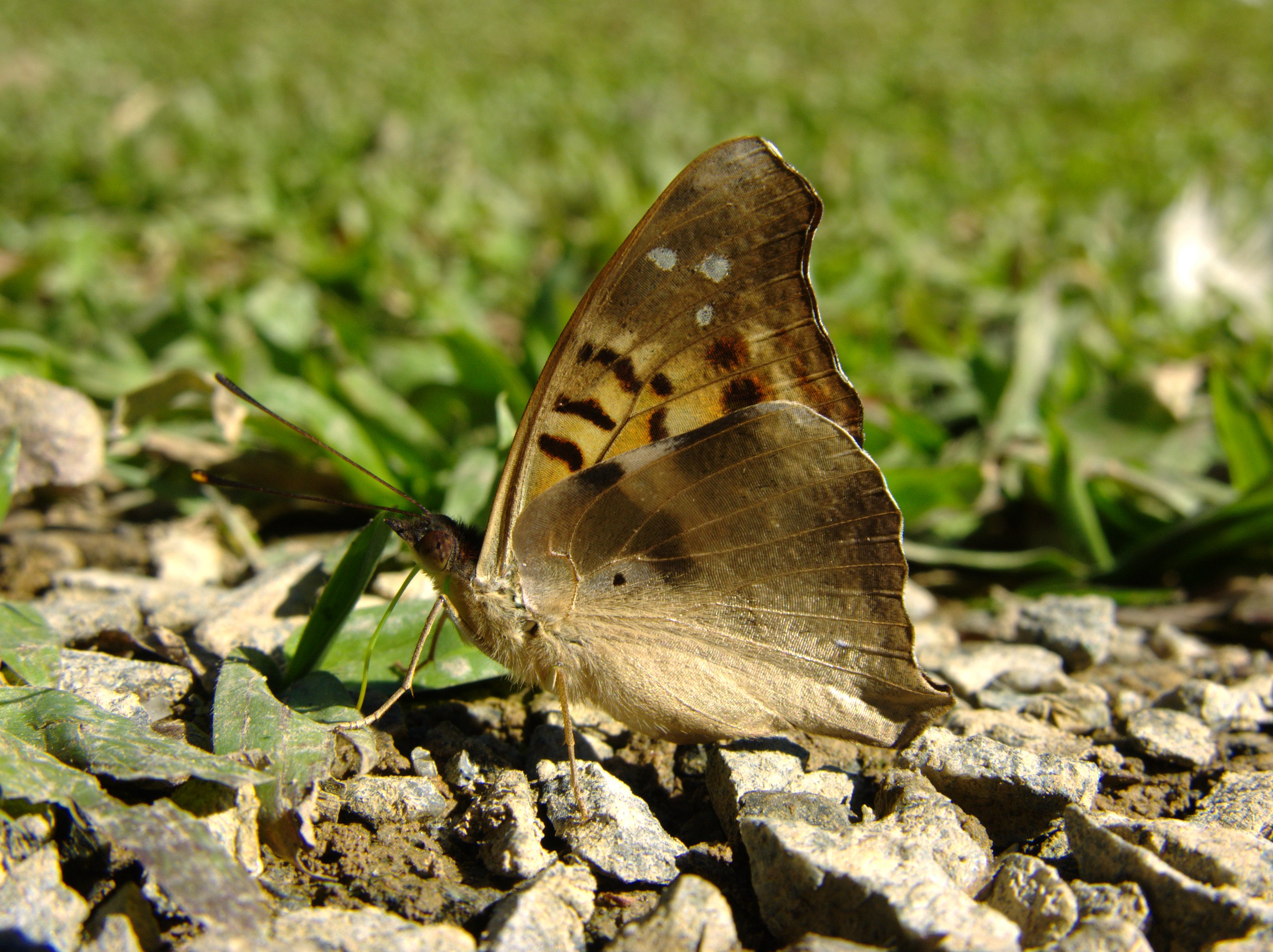